# Länsväg 207
De Zweedse weg 207 (Zweeds: Länsväg 207) is een provinciale weg in de provincie Örebro län in Zweden en is circa 25 kilometer lang.

## Plaatsen langs de weg
- Örebro
- Ekeby-Almby
- Stora Mellösa
- Odensbacken

## Knooppunten
- Riksväg 52 bij Odensbacken (einde)